# Pluvier oréophile
Oreopholus ruficollis
Genre
Espèce
Synonymes
- Eudromias ruficollis

Statut de conservation UICN

 LC  : Préoccupation mineure
Le Pluvier oréophile (Oreopholus ruficollis) est une espèce de petits oiseaux limicoles de la famille des Charadriidae.

## Répartition et sous-espèces

### Sous-espèces
D'après la classification de référence (version 14.1, 2024) de l'Union internationale des ornithologues, le Pluvier oréophile possède 2 sous-espèces (ordre philogénique) :
- Oreopholus ruficollis pallidus Carriker 1935 : Nord du Pérou ;
- Oreopholus ruficollis ruficollis (Wagler) 1829 : du Sud du Pérou à la Terre de Feu, hiverne dans l'Est du continent.